# Palau de la Virreina
|  | No s'ha de confondre amb Palau de la Virreina de Gràcia. |

El Palau de la Virreina és un edifici de la Rambla de Barcelona, considerat un dels millors exponents de l'arquitectura civil catalana de la segona meitat del segle xviii i declarat bé cultural d'interès nacional. Les dependències i el pati serveixen de marc a importants exposicions temporals i és la seu de l'àrea de cultura de l'Ajuntament de Barcelona. En el seu interior s'hi poden veure en exposició permanent els Gegants de la Ciutat de Barcelona, l'Àliga de Barcelona, la Gegantona Laia i els Gegants vells de la Casa de la Caritat.

## Història
A principis de setembre del 1766, va morir l'ardiaca de la Catedral de Tarragona Nicolau d'Ametller i Muntaner, propietari d'una casa amb cinc portals a la Rambla per haver-la heretat del seu germà Josep, oïdor de la Reial Audiència (ambdós fills de Francesc Ametller i Perer), i l'abril de l'any següent, els seus marmessors la vengueren per 20.000 lliures al cavaller de l'orde de Sant Joan de Jerusalem i coronel dels Reials Exèrcits Antoni d'Amat i de Junyent, que fou el millor postor. L'octubre del mateix any, el seu germà Manuel, virrei del Perú, li va remetre per carta l'avantprojecte de la seva residència barcelonina, i una mica després, els plànols complets. El 1770, i per tal de donar-li més extensió, Antoni d'Amat va comprar per 5.500 lliures la casa que havia estat del doctor en dret Joan Fontanet als seus marmessors. Tanmateix, entremig de les dues hi havia una caseta propietat de Maria Àngela Carbonell i de la que era usufructuari el seu marit, el ferrer Vicenç Arnó. Inicialment, el matrimoni es va negar a vendre-la, però finalment la hi van permutar per una de les que formaven la casa Ametller a la part nord, la qual seria refeta.
El projecte definitiu fou encarregat a l'arquitecte Josep Ausich i Mir, autor de la capella de la Mare de Déu de l'Ajuda al carrer de Sant Pere Més Baix i instal·lador del retaule de Sant Felip Neri. Les obres s'iniciaren el 1772, i a principis de febrer del 1773 ja eren enderrocats tots els edificis, excepte la casa Ametller (que fou el centre d'operacions de tot el procés constructiu), i fets els fonaments. Aleshores, es va originar una disputa amb el carreter Manuel Camps, propietari de la casa veïna, sobre els guarniments de la façana, que hi sobresortien més de dos pams, que va motivar una concòrdia entre ambdues parts. Un cop enderrocada la casa Ametller, va aparèixer un reclau a l'angle que formaven la casa nova del ferrer Arnó amb la dels carreters Josep Coll i Mas i el seu fill Pau Coll i Solà, el qual va ser adquirit el 1774 per 300 lliures. El 1775 va sorgir una nova disputa amb la veïna procuradoria del monestir de Poblet sobre la col·locació d'unes «finestres lluminàries» a la paret que mirava cap a la seva finca, la qual es va resoldre amb una concòrdia. El setembre d'aquell any, la façana ja era acabada, incloent-hi les dues torratxes dels extrems. Tot i això, encara restaven per acabar l'escala i el pati amb galeria coberta (a les escultures de la qual hi treballava Carles Grau), a més del tester, la pintura i la fusteria, però a finals del 1776 l'obra es podia donar per acabada.
El juliol del 1776, Manuel d'Amat va cessar en el seu càrrec i es va anar a viure a la seva residència privada de Lima, la Quinta del Rincón. El desembre va partir cap a la Península, i després d'una estada a la cort de Madrid, el 22 d'octubre del 1777 va arribar a Barcelona. El març del 1778 es va col·locar un mirador a l'últim balcó del primer pis, al costat de la nova casa de Vicenç Arnó, al qual només li faltava la pintura i els vidres, i l'agost del mateix any, es van instal·lar dos rellotges de sol sobre la galeria coberta del pati, un a migdia i l'altre a ponent. El 7 d'abril del 1779 hi va morir d'una caiguda el sastre Francesc Serras, amic dels Amat i resident al palau, en cedir la barana d'un dels balconets del pati. Això va motivar un procés judicial on el procurador Domènec Mozes, representant d'Antoni d'Amat, va eximir Ausich de tota responsabilitat en l'accident.
A la mort del virrei el 1782, el palau va ser habitat per la seva vídua, Francesca de Fivaller i de Bru, que li donà nom. Aquesta morí el 1791, i el palau fou heretat per Antoni d'Amat i de Rocabertí, nebot de Manuel d'Amat, mort el 1824 sense fills. Aleshores, hi va intervenir el jutjat de Guerra, que el 1826 va ordenar la formació de la causa pia a benefici de les donzelles nobles sense recursos establerta pel virrei en el seu testament, el patró de la qual seria Manuel Gaietà d'Amat i de Peguera, quart marquès de Castellbell. Això va motivar una sèrie de litigis que s'allargarien fins al 1889.
Durant el període en què va ser administrat com a part dels béns de la causa pia, el palau va patir una important transformació, ja que el 1825 es van vendre la majoria del mobiliari i utensilis en subhasta, i també s'obriren botigues a la planta baixa. El 1833 es van fer unes reformes a la planta noble per a habilitar-la com a residència de l'administrador Josep Carreras i d'Argerich, en les que participaren l'escultor Nicolau Malagarriga i el pintor italià Francesco Lucini, que ja hi havien treballat el 1825. El 1835, el marquès va establir en emfiteusi el palau, juntament amb la torre de Gràcia, a Josep Carreras, a cens de 1.600 lliures anuals i entrada de 2.000.
La desamortització de Mendizábal del 1836 va comportar l'enderrocament del veí convent dels carmelites descalços de Sant Josep, i el 1840, l'arquitecte municipal Josep Mas i Vila hi projectà una plaça porxada per a establir-hi definitivament el mercat de la Boqueria. El 1848, Carreras (que hi tenia una esplèndida biblioteca) va cedir a l'Ajuntament de Barcelona el passatge a través de la planta baixa per a accedir a la peixateria panòptica del mercat, situada a l'actual plaça de Sant Galdric. A la seva mort el 1863, el palau fou heretat pel seu fill Baldiri Carreras i Xuriach, i d'aquest passà al seu germà Josep, que el llegà a la seva esposa Rosa Coronas i Espalter i als seus fills Josep i Eusebi Carreras i Coronas.

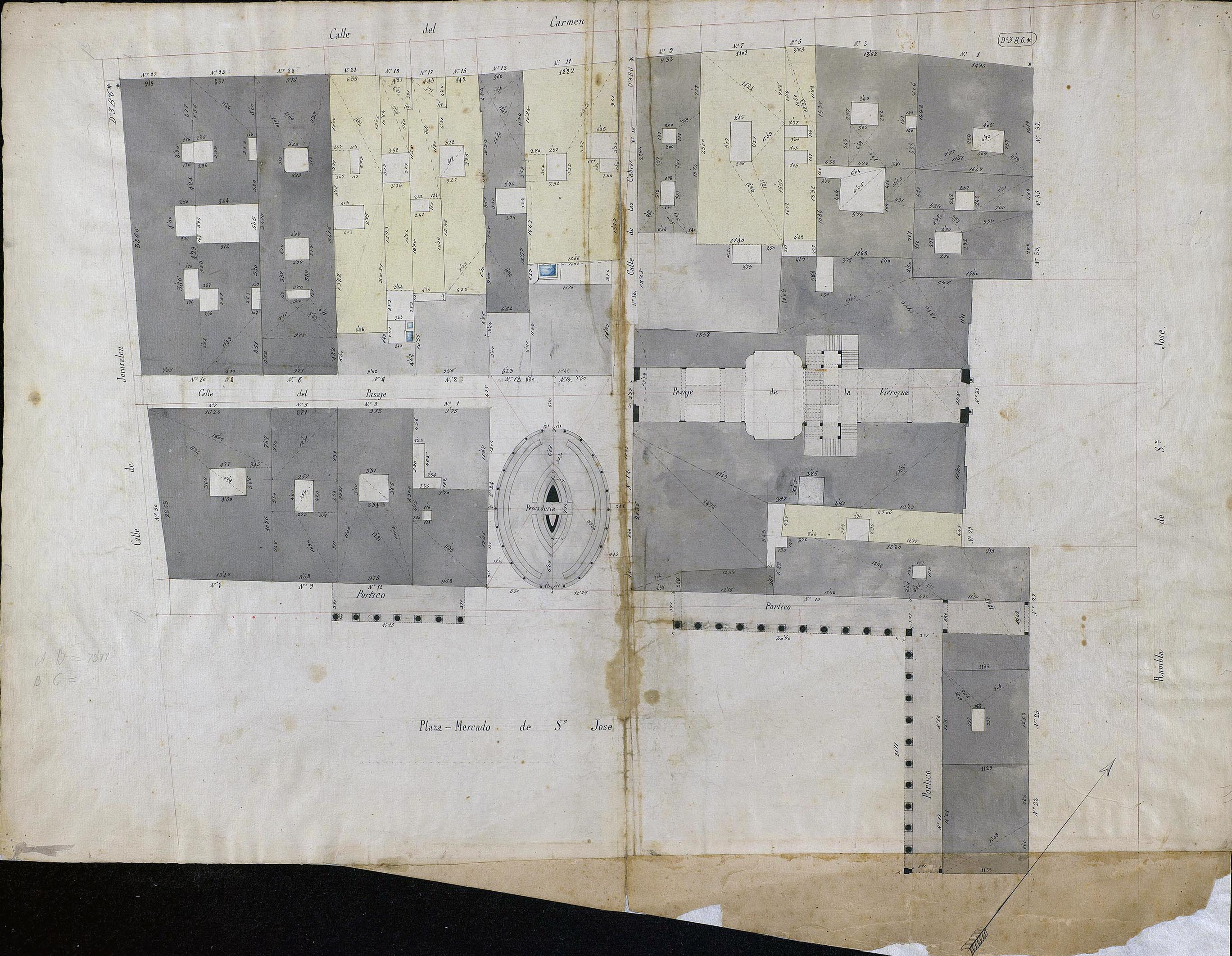
Quarteró núm. 69 de Garriga i Roca (c. 1860)

Durant la Guerra Civil, va ser ocupat per les mílicies del POUM, i un cop suprimit aquest pels Fets de maig de 1937, a oficines del Banc d'Espanya. Després de la contesa, s'hi va instal·lar el Servicio de Defensa del Patrimonio Artístico Nacional, i el 1941, el palau fou declarat monument nacional. El 1944, l'Ajuntament franquista presidit per Miquel Mateu va adquirir-lo als Carreras per 3'9 milions de pessetes, iniciant el desnonament dels pisos i botigues que l'ocupaven. Després d'unes reformes dirigides per l'arquitecte municipal Adolf Florensa, el 1949 s'hi va inaugurar el Museu d'Arts Decoratives.
Entre 1968 i 1982 va acollir el Museu de les Puntes, que posteriorment es va fusionar amb dos altres museus per esdevenir el Museu Tèxtil i d'Indumentària, avui part del nou Museu del Disseny. Actualment, hi ha La Virreina Centre de la Imatge, on s'organitzen exposicions d'art, i també és la seu dels Serveis de Cultura de l'Ajuntament de Barcelona i estatja el Gabinet Numismàtic de Catalunya i el Museu Postal.

## Arquitectura
De planta baixa i tres pisos, té dues façanes, la principal a la Rambla i la posterior a la plaça de Sant Galdric. La de la Rambla s'ordena al voltant d'un eix de simetria (el sector posterior del qual queda desplaçat cap a un costat) format pel vestíbul, el cos on hi ha les dues escales i els patis. Tot el conjunt, fet amb pedra de Montjuïc i de Santanyí, oscil·la entre la influència d'un classicisme francès (en els motius decoratius (capitells jònics, garlandes, panòplies d'armes romanes) i elements propis d'un fi barroquisme català, com ara la balustrada, que corona la façana, amb grans gerres).
La façana principal està composta per un basament que correspon a la planta baixa, un cos principal que correspon a dos pisos, i un entaulament amb òculs i cartel·les. Remata el conjunt una balustrada amb dotze gerros. Verticalment, la façana està dividida en cinc seccions per mitjà de pilastres que arrenquen del sòcol i acaben en capitells de tipus jònic ornats de garlandes, que sostenen l'entaulament. Les baranes són de forja amb elements Lluís XV.
El vestíbul d'entrada, cobert amb voltes, condueix cap a les escales bessones, a les quals es poden veure capitells penjants. El pati és d'angles arrodonits i arcs escarsers.
Entre les sales, la major part de les quals conserven una decoració mural d'estil imperi, cal destacar el menjador, cobert amb volta i decorat fantasiosament amb uns requadres pintats que representen les al·legories dels dotze mesos, de caràcter rococó.

## Galeria d'imatges

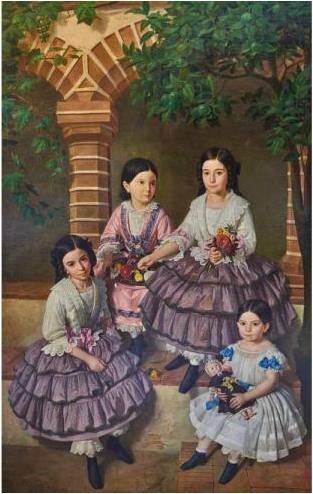
Retrat de les nenes Coronas i Espalter (Joaquima, Mercè, Rosa i Gertrudis), obra de Joaquim Espalter i Rull
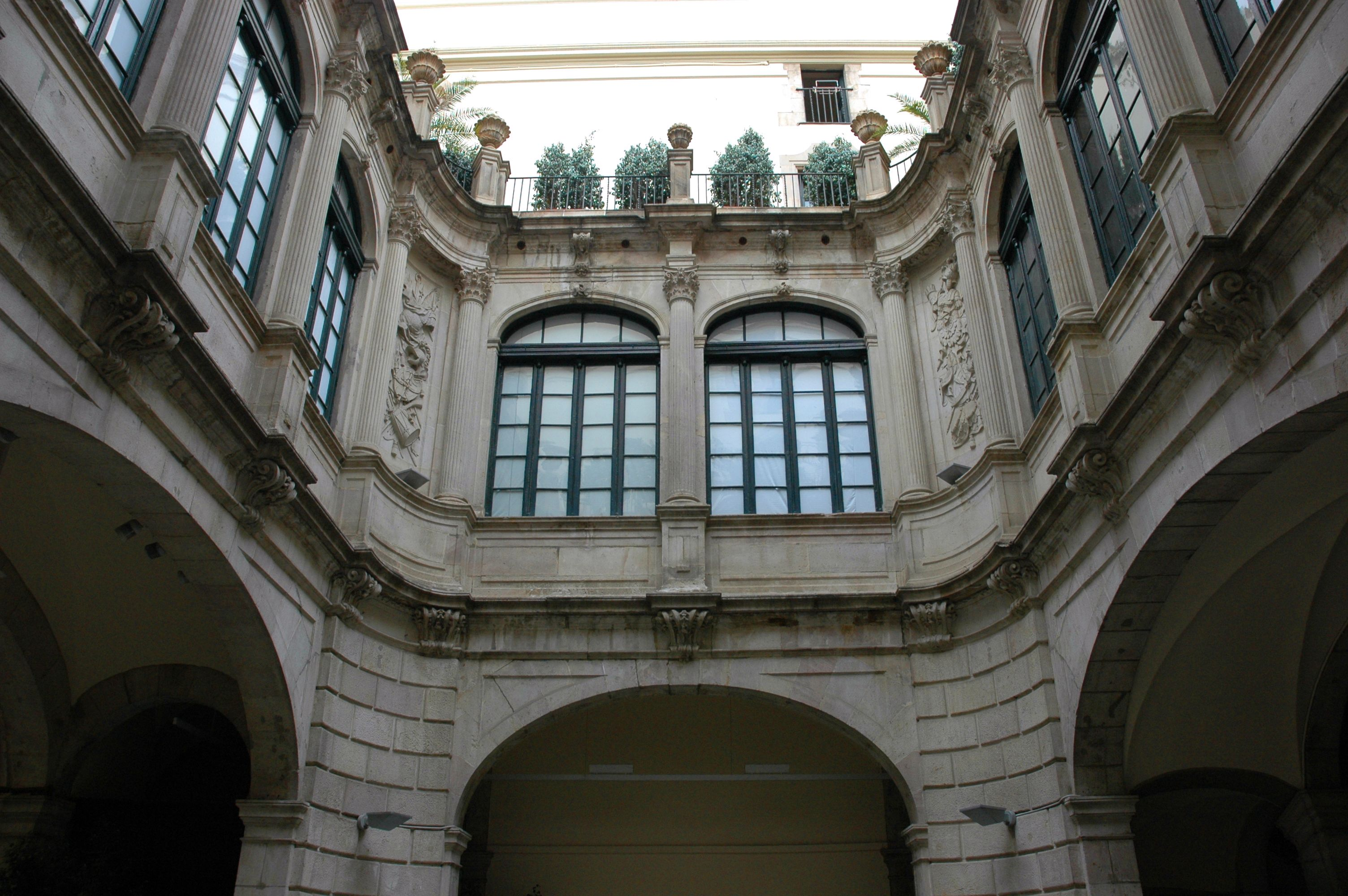
Vista del pati interior
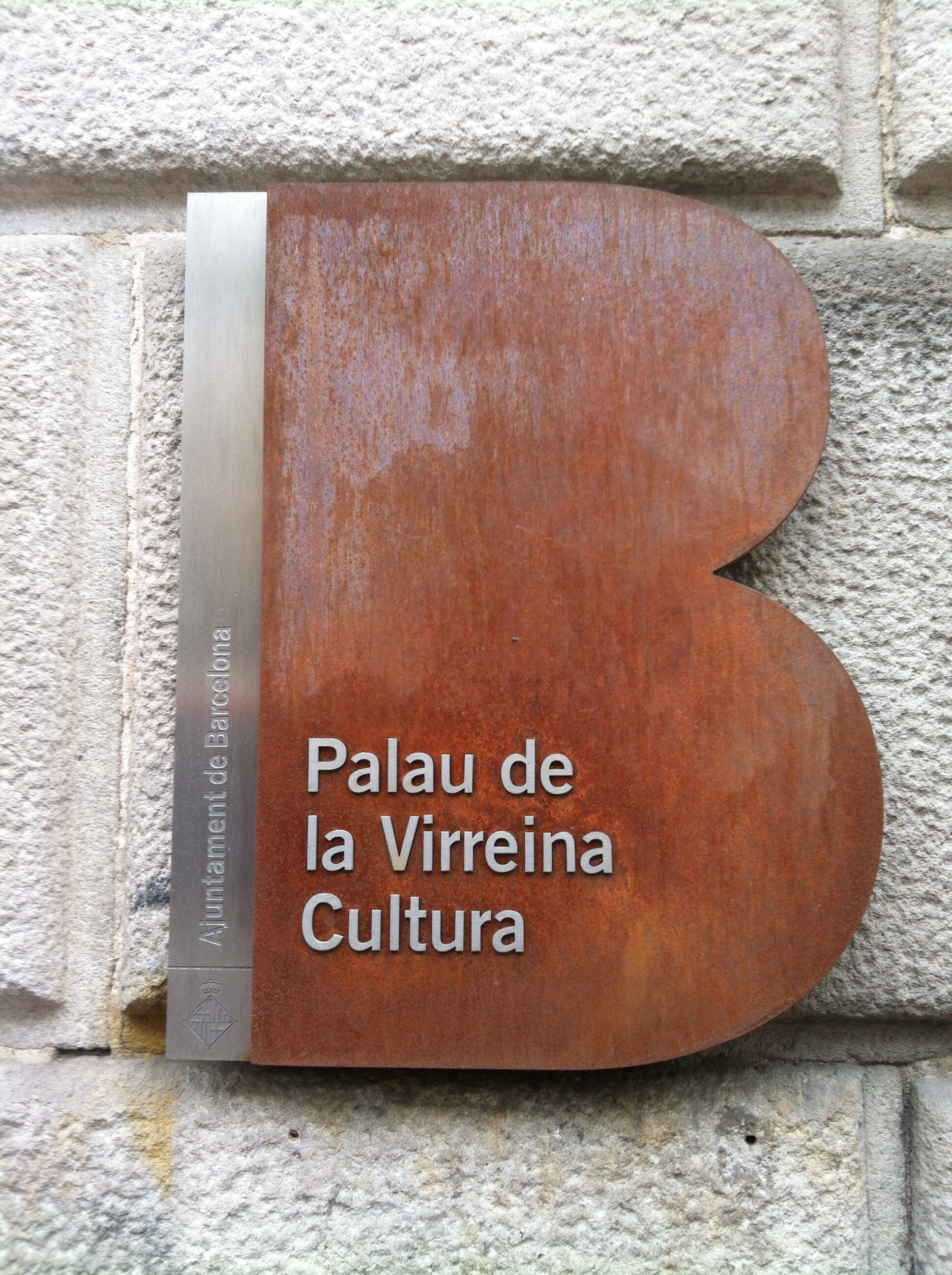
Placa a la porta
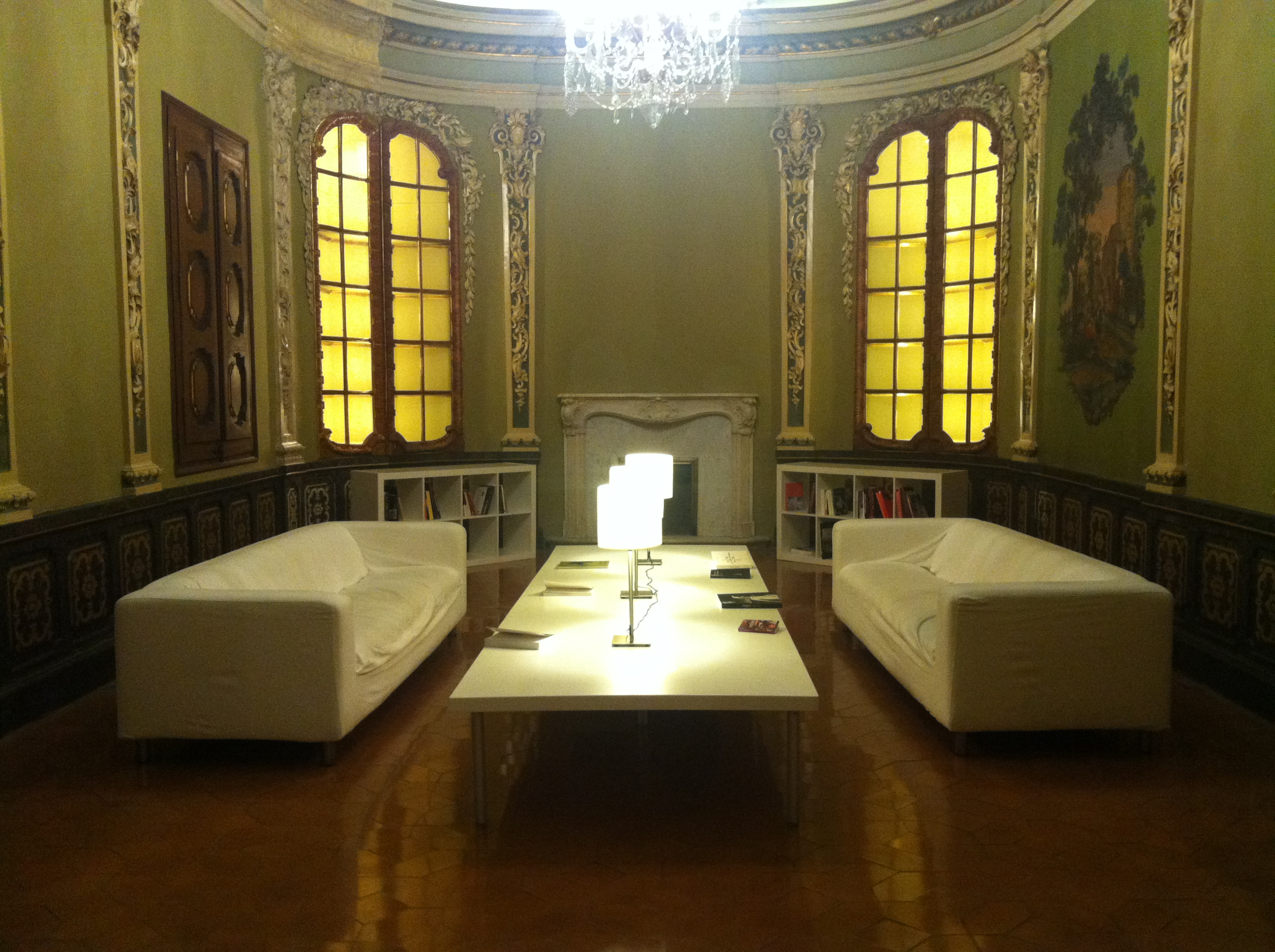
Interior del Palau de la Virreina en una exposició
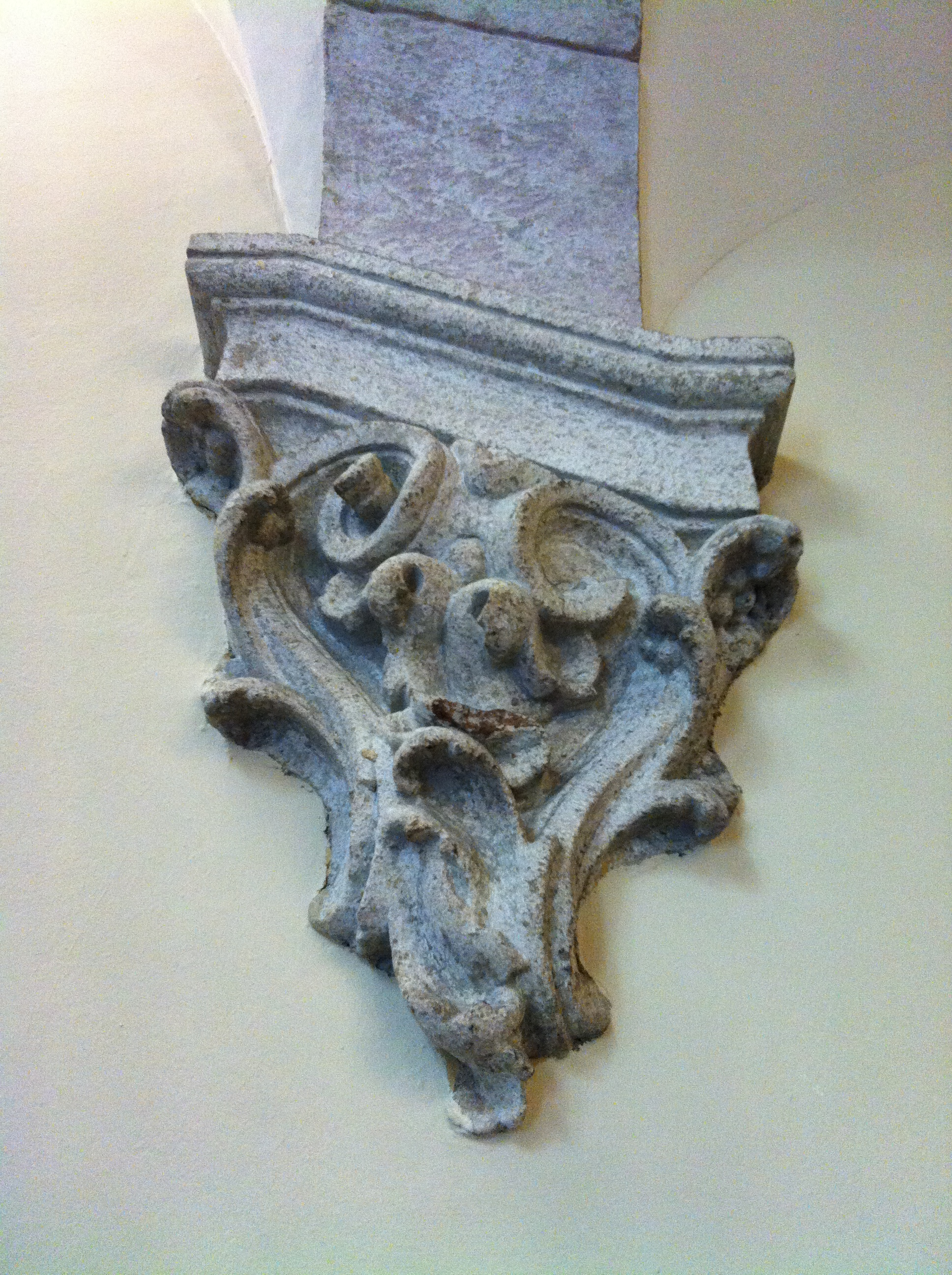
Detall